# Don't Stop 'til You Get Enough
"Don't Stop 'til You Get Enough" là một bài hát được viết lời và thu âm bởi nghệ sĩ thu âm người Mỹ Michael Jackson, phát hành ngày 28 tháng 7 năm 1979, bởi Epic Records như là đĩa đơn đầu tiên trích từ album phòng thu thứ năm của Jackson, Off the Wall (1979). Đây là bản thu âm đầu tiên mà Jackson được toàn quyền thể hiện khả năng sáng tạo của mình.
"Don't Stop 'Til You Get Enough" là đĩa đơn quán quân thứ hai của Jackson trên Billboard Hot 100, và là đĩa đơn quán quân đầu tiên của ông trên bảng xếp hạng đĩa đơn Soul. Nó nhận được những phản ứng tích cực từ các nhà phê bình âm nhạc đương đại. Một video ca nhạc của bài hát đã được phát hành rộng rãi vào tháng 10 năm 1979, do Nick Saxton làm đạo diễn, trong đó Jackson diện một bộ tuxedo màu đen và nhảy múa, cũng như xuất hiện với cảnh nhân bản 3 người, trong nhiều khung nền khác nhau. "Don't Stop 'til You Get Enough" cũng giúp Jackson giành giải Grammy và giải thưởng Âm nhạc Mỹ lần đầu tiên trong sự nghiệp dưới tư cách nghệ sĩ hát đơn. Bài hát còn giúp quảng bá hình ảnh một Michael Jackson trưởng thành, dưới tư cách một nhạc sĩ lẫn ca sĩ hát đơn. Kể từ khi phát hành, bài hát đã được hát lại bởi nhiều nghệ sĩ.

## Bối cảnh và sản xuất
Vào năm 1978, Jackson đóng vai bù nhìn trong bộ phim The Wiz. Sau khi phim được công chiếu, ca sĩ này đã hỏi nhà sản xuất Quincy Jones để có thể làm cho mình một album solo. Jones đã suy nghĩ, rồi sau đó cả hai cùng bắt đầu làm Off the Wall. Sau khi nghe hàng trăm bản demo, cả hai quyết định đưa một lên để thu âm.Trong đó bao gồm "Workin' Day and Night", "Get On the Floor" và "Don't Stop 'Til You Get Enough".
Jackson cho rằng nhịp điệu của "Don't Stop 'Til You Get Enough" làm anh thấy khó có thể nhún nhảy được.Vì vậy anh đã tự tìm cho mình điệu nhảy này. Anh trai Randy Jackson đã chơi đã sử dụng piano từ thu âm của gia đình. Khi mẹ của Jackson nghe bài hát này, bà đã rất sốc về lời của nó. Jackson đã chắc chắn rằng lời của nó không có liên quan gì đến tình dục, nhưng nó có thể có nghĩa là gì thì mọi người cũng muốn. Sau khi được Quincy Jones đồng ý, bài hát này chắc chắn sẽ xuất hiện trong Off the Wall.

## Danh sách bài hát
| Đĩa 7" tại châu Âu (EPC 7763) - A. "Don't Stop 'Til You Get Enough - 3:58 - B. "I Can't Help It" - 4:29 Đĩa 12" tại Hà Lan (EPC 12.7763) - A. "Don't Stop 'Til You Get Enough - 5:53 - B. "I Can't Help It" - 4:29 | Đĩa DualDisc "Visionary" (82876725112) CD 1. "Don't Stop 'Til You Get Enough" (7" Chỉnh sửa) - 3:58 2. "Don't Stop 'Til You Get Enough" (12" Chỉnh sửa) - 5:53 DVD 1. "Don't Stop 'Til You Get Enough" (Video) - 4:11 |

## Xếp hạng
| Bảng xếp hạng (1979-1980)                       | Vị trí cao nhất |
| ----------------------------------------------- | --------------- |
| Australia (Kent Music Report)                   | 1               |
| Áo (Ö3 Austria Top 40)                          | 11              |
| Belgium (Ultratop 50 Flanders)                  | 1               |
| Canadian RPM Dance Music                        | 1               |
| Canadian RPM Top Singles                        | 3               |
| Denmark (Tracklisten)                           | 1               |
| Trường songid là BẮT BUỘC CHO BẢNG XẾP HẠNG ĐỨC | 13              |
| Hà Lan (Dutch Top 40)                           | 2               |
| Hà Lan (Single Top 100)                         | 2               |
| Irish Singles Chart                             | 10              |
| New Zealand (Recorded Music NZ)                 | 1               |
| Na Uy (VG-lista)                                | 1               |
| Nam Phin Chart                                  | 1               |
| Sweden (Sverigetopplistan)                      | 2               |
| Thụy Sĩ (Schweizer Hitparade)                   | 4               |
| UK (Official Charts Company)                    | 3               |
| US Billboard Hot 100                            | 1               |
| US Dance Club Play                              | 2               |
| US Hot R&B Singles                              | 1               |

| Bảng xếp hạng (1979)            | Vị trí |
| ------------------------------- | ------ |
| Australia (Kent Music Report)   | 50     |
| Belgium (Ultratop 50 Flanders)  | 27     |
| Canada Top Singles (RPM)        | 32     |
| Netherlands (Dutch Top 40)      | 31     |
| Netherlands (Single Top 100)    | 50     |
| New Zealand (Recorded Music NZ) | 13     |
| UK Singles (Music Week)         | 23     |
| US Billboard Hot 100            | 91     |
| US Cash Box Top 100             | 17     |

| Bảng xếp hạng (1980)          | Vị trí |
| ----------------------------- | ------ |
| Australia (Kent Music Report) | 12     |

| Bảng xếp hạng (2006)         | Vị trí cao nhất |
| ---------------------------- | --------------- |
| Pháp (SNEP)                  | 52              |
| Ý (FIMI)                     | 6               |
| Hà Lan (Single Top 100)      | 39              |
| Tây Ban Nha (PROMUSICAE)     | 2               |
| UK (Official Charts Company) | 17              |

| Bảng xếp hạng (2008)     | Vị trí cao nhất |
| ------------------------ | --------------- |
| Pháp (SNEP)              | 54              |
| Tây Ban Nha (PROMUSICAE) | 7               |

| Bảng xếp hạng (2009)           | Vị trí cao nhất |
| ------------------------------ | --------------- |
| Úc (ARIA)                      | 21              |
| Áo (Ö3 Austria Top 40)         | 47              |
| French Singles Chart           | 9               |
| Ý (FIMI)                       | 16              |
| Japan (Oricon)                 | 77              |
| Hà Lan (Single Top 100)        | 10              |
| Portugal (AFP)                 | 18              |
| Thụy Điển (Sverigetopplistan)  | 50              |
| Thụy Sĩ (Schweizer Hitparade)  | 20              |
| UK (Official Charts Company)   | 38              |
| US Billboard Hot Digital Songs | 9               |

## Chứng nhận
| Quốc gia                                  | Chứng nhận                         | Số đơn vị/doanh số chứng nhận |
| ----------------------------------------- | ---------------------------------- | ----------------------------- |
| Úc (ARIA)                                 | Vàng                               | 35.000^                       |
| Anh Quốc (BPI)                            | Bạc                                | 250,000                       |
| Mỹ (RIAA)                                 | Bạch kim (đĩa cứng) Vàng (nhạc số) | 1,000,000 500,000             |
| ^ Chứng nhận dựa theo doanh số nhập hàng. |                                    |                               |